# 78. Reserve-Division (Deutsches Kaiserreich)
Die 78. Reserve-Division war ein Großverband der Preußischen Armee im Ersten Weltkrieg.

## Gliederung

### Kriegsgliederung vom 29. Dezember 1914
- 78. Reserve-Infanterie-Brigade
  - Reserve-Infanterie-Regiment Nr. 258
  - Reserve-Infanterie-Regiment Nr. 259
  - Reserve-Infanterie-Regiment Nr. 260
  - Reserve-Radfahrer-Kompanie Nr. 78
  - Reserve-Kavallerie-Abteilung Nr. 78
- 78. Reserve-Feldartillerie-Brigade
  - Reserve-Feldartillerie-Regiment Nr. 61
  - Reserve-Feldartillerie-Regiment Nr. 62
- Reserve-Pionier-Kompanie Nr. 80

### Kriegsgliederung vom 4. Januar 1918
- 78. Reserve-Infanterie-Brigade
  - Reserve-Infanterie-Regiment Nr. 258
  - Reserve-Infanterie-Regiment Nr. 259
  - Reserve-Infanterie-Regiment Nr. 260
  - 2. Eskadron/Husaren-Regiment „Kaiser Franz Josef von Österreich, König von Ungarn“ (Schleswig-Holsteinisches) Nr. 16
- Artillerie-Kommandeur Nr. 78
  - Reserve-Feldartillerie-Regiment Nr. 62
- Pionier-Bataillon Nr. 378
- Divisions-Nachrichten-Kommandeur Nr. 478

## Geschichte

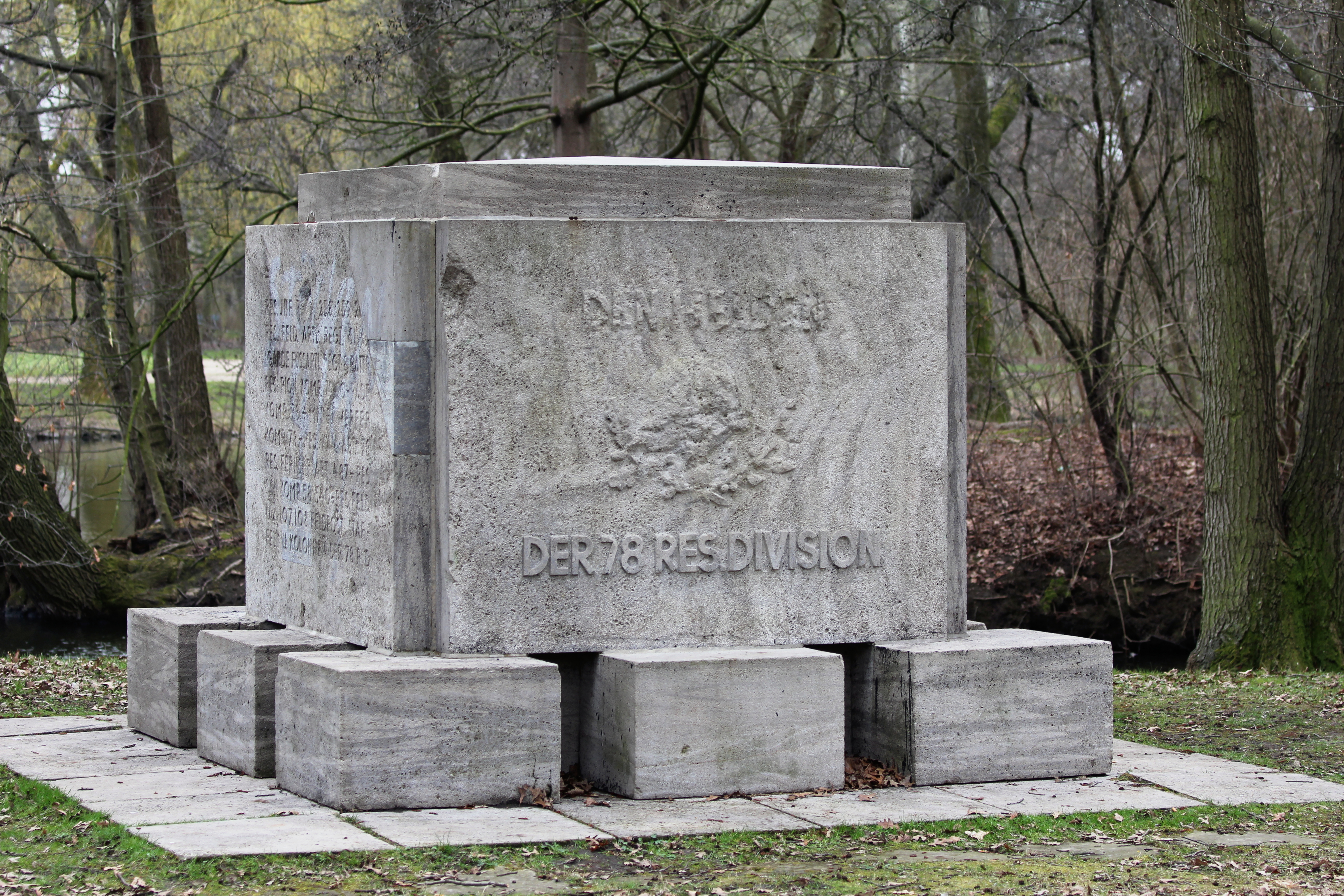
Kriegerdenkmal der 78. Reserve-Division in Hannover

Die 78. Reserve-Division wurde im Dezember 1914 aufgestellt und zunächst an der Ostfront eingesetzt. Mitte April 1917 verlegte der Großverband an die Westfront. Dort kämpfte sie bis Anfang September 1918 und wurde dann aufgrund starker Verluste aufgelöst.

### Gefechtskalender

#### 1914
- ab 29. Dezember --- Aufmarsch der 10. Armee

#### 1915
- bis 1. Februar --- Aufmarsch der 10. Armee
- 4. bis 22. Februar --- Winterschlacht in Masuren
- 23. Februar bis 6. März --- Gefechte am Bobr
- 9. bis 12. März --- Gefechte bei Sejny
- 18. März bis 7. April --- Stellungskämpfe zwischen Orzye und Szkwa
- 26. April bis 9. Mai --- Vorstoß nach Litauen und Kurland
- 7. Mai bis 13. Juni --- Gefechte an der unteren Dubissa
- 14. bis 25. Juli --- Schlacht um Schaulen
- 30. Juli bis 7. August --- Schlacht bei Kupischki
- 12. bis 19. August --- Schlacht bei Schymanzy-Ponedeli
- 20. August bis 8. September --- Stellungskämpfe an der Swjenta und Jara
- 9. September bis 1. November --- Schlacht vor Dünaburg
  - 13. September bis 1. November --- Kämpfe um den Brückenkopf Dünaburg
- ab 1. November --- Stellungskämpfe vor Dünaburg

#### 1916
- bis 31. Dezember --- Stellungskämpfe vor Dünaburg

#### 1917
- 1. Januar bis 13. April --- Stellungskämpfe vor Dünaburg
- 14. bis 18. April --- Transport nach dem Westen
- 18. April bis 10. Mai --- Stellungskampf im Oberelsass
- 12. bis 27. Mai --- Doppelschlacht an der Aisne und in der Champagne
- 28. Mai bis 8. August --- Stellungskämpfe am Chemin des Dames
- 8. August bis 14. Oktober --- Stellungskämpfe vor Verdun
  - 12. August bis 9. Oktober --- Abwehrschlacht bei Verdun
- 15. Oktober bis 17. Dezember --- Stellungskämpfe in Lothringen
- ab 17. Dezember --- Stellungskämpfe bei Richecourt, Seicheprey und Flirey

#### 1918
- bis 29. Mai --- Stellungskämpfe bei Richecourt, Seicheprey und Flirey
- 28. Mai bis 13. Juni --- Schlacht bei Soissons und Reims
- 14. Juni bis 4. Juli --- Stellungskämpfe zwischen Oise, Aisne und Marne
- 5. bis 17. Juli --- Stellungskämpfe zwischen Aisne und Marne
- 18. bis 25. Juli --- Abwehrschlacht zwischen Soissons und Reims
- 26. Juli bis 3. August --- Bewegliche Abwehrschlacht zwischen Marne und Vesle
- 4. bis 9. August --- Stellungskämpfe an der Vesle
- 7. September --- Division aufgelöst

## Kommandeure
| Dienstgrad   | Name                             | Datum                               |
| ------------ | -------------------------------- | ----------------------------------- |
| Generalmajor | Max Friedrich Wilhelm von Müller | 24. Dezember 1914 bis 20. Juli 1916 |
| Generalmajor | Paulus von Stolzmann             | 21. Juli 1916 bis 2. August 1918    |